# Pterolophia multicarinata
Pterolophia multicarinata là một loài bọ cánh cứng trong họ Cerambycidae.